# Lauriane Genest
Lauriane Genest (* 28. Mai 1998 in Montreal) ist eine kanadische Bahnradsportlerin, die auf die Kurzzeitdisziplinen spezialisiert ist.

## Sportliche Laufbahn
In ihrer Jugend war Lauriane Genest im Eiskunstlauf aktiv. Nach einer enttäuschenden Saison entschied sie, zum Radsport zu wechseln und trainierte zunächst mit ihrem Vater auf der Straße. 2015 fuhr sie in Bromont erstmals auf einer Radrennbahn. 2017 nahm sie am RBC Training Ground teil, einem kanadischen Programm, bei dem junge Athletinnen und Athleten auf ihr Potential getestet werden. Im selben Jahr wurde sie zweifache kanadische Meisterin, im 500-Meter-Zeitfahren und mit Tegan Cochrane im Teamsprint.
Im April 2018 hatte Genest bei den Commonwealth Games ihren ersten internationalen Start. Dabei belegte sie im Keirin Platz sieben und im Sprint Platz vier. Im selben Jahr wurde sie erneut zweifache nationale Meisterin und errang bei den Panamerikameisterschaften jeweils Silber im Keirin und mit Amelia Walsh im Teamsprint. 2019 wurde sie in Keirin und Teamsprint (mit Kelsey Mitchell) zweifache Panamerikameisterin. 2020 gewann sie gemeinsam mit Kelsey Mitchell beim Lauf des Bahnrad-Weltcups 2019/20 in Milton den Wettbewerb im Teamsprint.
Bei den Olympischen Spielen 2020 in Tokio errang Lauriane Genest die Bronzemedaille im Keirin. 2022 belegte sie bei den Commonwealth Games mit Kelsey Mitchell und Sarah Orban im Teamsprint Rang zwei.

## Erfolge
2017
- Kanadische Meisterin – 500-Meter-Zeitfahren, Teamsprint (mit Tegan Cochrane)

2018
- Panamerikameisterschaft – Keirin
- Panamerikameisterschaft – Teamsprint (mit Amelia Walsh)
- Kanadische Meisterin – 500-Meter-Zeitfahren, Teamsprint (mit Amelia Walsh)

2019
- Panamerikameisterin – Keirin, Teamsprint (mit Kelsey Mitchell)
- Kanadische Meisterin – Keirin

2020
- Weltcup in Milton – Teamsprint (mit Kelsey Mitchell)

2020
- Kanadische Meisterin – Keirin

2021
- Olympische Spiele – Keirin

2022
- Commonwealth Games – Teamsprint (mit Kelsey Mitchell und Sarah Orban)
- Panamerikameisterschaft – Keirin
- Panamerikameisterschaft –  Teamsprint (mit Kelsey Mitchell und Sarah Orban)

2023
- Panamerikameisterin – Sprint
- Panamerikameisterschaft – Keirin, Teamsprint (mit Sarah Orban und Jackie Boyle)
- Kanadische Meisterin – Sprint, Keirin

2024
- Panamerikameisterschaft – Teamsprint (mit Kelsey Mitchell und Sarah Orban)

2025
- Kanadische Meisterin – Keirin